# JP233
El Hunting Engineering JP233, originalmente conocido como LAAAS (Low-Altitude Airfield Attack System, en español: sistema de ataque a aeródromos a baja altitud), era un sistema dispensador de submuniciones de fabricación británica. Consiste en un contenedor de gran tamaño para cargar en el cazabombardero Panavia Tornado  que porta varios cientos de submuniciones antipista destinadas a atacar pistas de aterrizaje. Su uso fue prohibido en la Convención sobre la prohibición de minas antipersonales y por tanto el armamento JP233 fue retirado y destruido del arsenal británico. Su otro usuario, Arabia Saudita, que no firmó el tratado de prohibición, llegó a un acuerdo con Reino Unido para cambiar el suministro de JP233 por bombas guiadas por láser.